# Rosenbichl (Gemeinde Liebenfels)
Rosenbichl ist eine Ortschaft in der Gemeinde Liebenfels im Bezirk Sankt Veit an der Glan in Kärnten (Österreich). Die Ortschaft hat 26 Einwohner (Stand 1. Jänner 2024). Sie liegt zur Gänze auf dem Gebiet der Katastralgemeinde Rosenbichl.

## Lage
Die Ortschaft liegt etwa 5 Kilometer südwestlich des Bezirkhauptorts Sankt Veit an der Glan, nordöstlich des Dorfes Pulst, etwa 100 Höhenmeter über dem Glantalboden.

## Geschichte
Um 1535 wurde hier ein spätgotischer Edelmannsitz errichtet, der 1566 zu einem Schloss ausgebaut wurde. Schloss Rosenbichl wurde 1935 umgebaut und aufgestockt, wodurch es viel von seinem früheren Charakter eingebüßt hat.
Die Ortschaft Rosenbichl gehörte als Teil der Steuergemeinde Rosenbichl in der ersten Hälfte des 19. Jahrhunderts zum Steuerbezirk Rosenbichl. Bei der Schaffung der politischen Gemeinden Mitte des 19. Jahrhunderts kam der Ort zur Gemeinde Feistritz, die 1875 in Gemeinde Pulst umbenannt wurde. Seit einer Gemeindefusion 1958 gehört die Ortschaft zur Gemeinde Liebenfels.

## Bevölkerungsentwicklung
Für die Ortschaft zählte man folgende Einwohnerzahlen:
- 1869: 3 Häuser, 25 Einwohner[2]
- 1880: 3 Häuser, 34 Einwohner[3]
- 1890: 4 Häuser, 18 Einwohner[4]
- 1900: 2 Häuser, 26 Einwohner (davon 16 im Schloss)[5]
- 1910: 3 Häuser, 31 Einwohner[6]
- 1923: 3 Häuser, 15 Einwohner[7]
- 1934: 19 Einwohner[8]
- 1961: 3 Häuser, 30 Einwohner[9]
- 2001: 9 Gebäude (davon 8 mit Hauptwohnsitz) mit 9 Wohnungen; 29 Einwohner und 5 Nebenwohnsitzfälle; 10 Haushalte; 0 Arbeitsstätten, 2 land- und forstwirtschaftliche Betriebe[10]
- 2011: 10 Gebäude, 26 Einwohner, 11 Haushalte, 2 Arbeitsstätten[11]
- 2021: 10 Gebäude, 28 Einwohner, 10 Haushalte, 2 Arbeitsstätten[12]